# Плешешть (Алба)
Плешешть, Плешешті (рум. Pleșești) — село у повіті Алба в Румунії. Входить до складу комуни Албак.
Село розташоване на відстані 332 км на північний захід від Бухареста, 64 км на північний захід від Алба-Юлії, 62 км на південний захід від Клуж-Напоки.

## Населення
За даними перепису населення 2002 року у селі проживали 104 особи, з них 103 особи (99,0%) румунів. Усі жителі села рідною мовою назвали румунську.